# Else von Borgstede
Else Marie Henriette Theodore Agnes von Borgstede (* 10. März 1866 in Leppin, Kreis Fürstenthum; † 16. Juli 1936 in Berlin) war eine deutsche Schriftstellerin.

## Leben
Der Urgroßvater August Heinrich von Borgstede war preußischer Staatsrat. Der Vater August von Borgstede (1829–1886) war Rittergutsbesitzer in Leppin in Pommern, die Mutter war Emmy, geborene Dannhauer. Um 1871 musste der Vater das Gut verkaufen, seitdem lebte die Familie in einfacheren wirtschaftlichen Verhältnissen. Else begann zu schreiben und verfasste vor allem Märchen und Kinderlieder, die sie an Jugendzeitschriften schickte.
Nach dem Tod des Vaters zog die Mutter 1891 mit den erwachsenen Kindern nach Lichtenberg bei Berlin. Die Schwestern Emmy und Else lebten danach weiter gemeinsam in der Wohnung und publizierten beide als Schriftstellerinnen. 1907 zogen sie nach Friedrichsfelde. 1912 zog Emmy nach ihrer Heirat aus. Else blieb bis 1931 allein in der Wohnung. Ihr letzter Wohnort war die Rosenfelder Straße in Friedrichsfelde. Else von Borgstede starb ledig 1936 im Alter von 70 Jahren in einem Berliner Krankenhaus.

## Publikationen
Zu ihren Werken zählen Märchen, Gedichte, Erzählungen für Kinder und Jugendliche, Kinderlieder, Theaterstücke und Skizzen. Ein Großteil ihrer Werke erschien in Zeitschriften wie Fürs Haus, Dies Blatt gehört der Hausfrau und Deutsche Modenzeitung. Ihre Liebe zur Natur spiegelt sich in ihren Schriften wider.
Bücher
- Um ein Kochrezept (Dram. Szene, 1902),
- Knecht Ruprechts Macht (Märchensp., 1904)
- Gegengift (Lustspiel, 1911)
- Der Festkuchen (Schwank, 1911)
- Was die Drossel sang (Weihnachtsmärchenspiel, 1917)

Weitere Texte
- Die Unzufriedenen (Märchen)
- Was im Walde geschah (Märchen)
- Die heiligste Thräne (Märchen)
- Die Singdrossel (Märchen)
- Der verwunschene Schatz (Märchen)